# The X Factor (álbum)
The X Factor —en español: El factor X— es el décimo álbum de estudio de Iron Maiden y el primero tras la marcha de Bruce Dickinson, quién fue reemplazado por Blaze Bayley, un vocalista de voz oscura y potente, de un registro más bajo que su predecesor. Bayley fue el cantante y el líder de una banda de hard rock/heavy metal llamada Wolfsbane.
El resultado de esta nueva época fue la placa The X Factor, un álbum que, al buscar aprovechar las potencialidades de Bayley dentro de las limitaciones de su registro, da con un sonido mucho más oscuro y distinto respecto a todos los trabajos anteriores de la banda. 
El nombre del álbum podría ser considerado un juego de palabras puesto que la letra "X" en números romanos es el número 10, aspecto que coincide con la cronología de los álbumes de estudio de Iron Maiden.
The X Factor despertó opiniones divergentes entre los fanáticos básicamente por el cambio de vocalista, sin embargo con los años es cada vez más apreciado, básicamente por la potencia y profundidad de gran parte de sus canciones y las nuevas variantes compositivas que explora, por ejemplo, la estructura "introducción acústica - parte principal de la canción - outro acústica" que, ya con Dickinson de vuelta, el grupo seguiría explorando (lo que se aprecia particularmente en los seis últimos trabajos de la banda: Brave New World, Dance of Death, A Matter of Life and Death, The Final Frontier, The Book of Souls y Senjutsu).

## Temática del álbum
Una característica particular (y única hasta la fecha) es que todas las canciones tienen una elaborada introducción y conclusión acústica. Ninguna de las canciones dura menos de cinco minutos, a excepción del sencillo "Man on the Edge", mientras que "Sign of the Cross" con sus once minutos es la cuarta canción más larga grabada por Iron Maiden, después de "Rime of the Ancient Mariner" (Powerslave, 1984) y dos de las canciones del disco The Book of Souls del año 2015, "The Red and the Black" y "Empire of the Clouds".
Este aspecto fue uno de los puntos más cuestionados de este trabajo, al considerar muchos de sus detractores de que carece de la energía de los álbumes previos de la banda.
A pesar de las críticas que recibe el nuevo cantante por parte de los fans y la mayor parte de la prensa, el disco en general tiene canciones de calidad. Desde la densa "Sign of the Cross" (con referencias a la novela de El nombre de la rosa) hasta la más directa "Man on the Edge". Sin pasar por alto "Lord of the Flies". (En la que expresa el gusto de vivir en peligro, mezclando la furia y la emoción. Sentir el poder interior.) y no nada más queda en eso, sino como la banda lo ha venido haciendo en años, cita la novela de El señor de las moscas, de William Golding, de 1954.
El álbum también cuenta con temas tan complejos como "Fortunes of War" o "Blood on the World's Hands". La temática de las canciones está por entero marcada por los aspectos más oscuros de la vida: la depresión, el estrés, las ideas del suicidio y la maldad. Toda esta temática oscura, como admitió en su momento el líder de la banda, Steve Harris, se debió a un bache personal que él sufrió luego de separarse de su esposa Lorraine con la cual tenía cuatro hijos.
La portada fue obra de Hugh Syme (entre otras, también es el autor de la portada de Countdown to Extinction de Megadeth). Es la primera y única vez en que el personaje de Eddie the Head es representado mediante una maqueta (en este caso, diseccionada), a excepción de cualquier otro tipo de arte gráfico utilizado hasta entonces por la banda.
El arte del disco mantiene el tono oscuro de sus canciones, con un Eddie sentado en una silla de tortura, en la portada, mientras en la contraportada la máquina parece haberse puesto en marcha, con un desagradable resultado para nuestro pobre Eddie. En el libreto interior se intercalan imágenes de los músicos con otras bastante "aterradoras" de su icono, gráficos de disecciones de cerebros humanos, etc., por lo cual es considerado como el mejor diseño para un disco de "La Doncella de Hierro".
Para Steve Harris, líder y bajista de la banda, The X Factor es uno de sus tres discos favoritos junto a Piece of Mind y Seventh Son of a Seventh Son.

## Lista de canciones
| N.º   | Título                       | Escritor(es)           | Duración |  |
| 1.    | «Sign of the Cross»          | Harris                 | 11:17    |  |
| 2.    | «Lord of the Flies»          | Gers / Harris          | 5:03     |  |
| 3.    | «Man on the Edge»            | Bayley / Gers          | 4:13     |  |
| 4.    | «Fortunes of War»            | Harris                 | 7:23     |  |
| 5.    | «Look for the Truth»         | Bayley / Gers / Harris | 5:10     |  |
| 6.    | «The Aftermath»              | Harris / Bayley / Gers | 6:21     |  |
| 7.    | «Judgement of Heaven»        | Harris                 | 5:12     |  |
| 8.    | «Blood on the World's Hands» | Harris                 | 5:57     |  |
| 9.    | «The Edge of Darkness»       | Harris / Bayley / Gers | 6:39     |  |
| 10.   | «2 A.M.»                     | Bayley / Gers / Harris | 5:37     |  |
| 11.   | «The Unbeliever»             | Gers / Harris          | 8:10     |  |
| 71:02 |                              |                        |          |  |

| Bonus edición japonesa |                        |                        |          |  |
| N.º                    | Título                 | Escritor(es)           | Duración |  |
| 1.                     | «Justice of the Peace» | Harris / Murray        | 3:34     |  |
| 2.                     | «I Live My Way»        | Harris / Bayley / Gers | 3:48     |  |
| 3.                     | «Judgement Day»        | Bayley / Gers          | 4:02     |  |
| 11:24                  |                        |                        |          |  |

## Integrantes
- Steve Harris - bajista
- Blaze Bayley - vocalista
- Dave Murray - guitarrista
- Janick Gers - guitarrista
- Nicko McBrain - baterista

Invitados
- Michael Kenney - teclista